# Ngỗng ngực trắng nhỏ

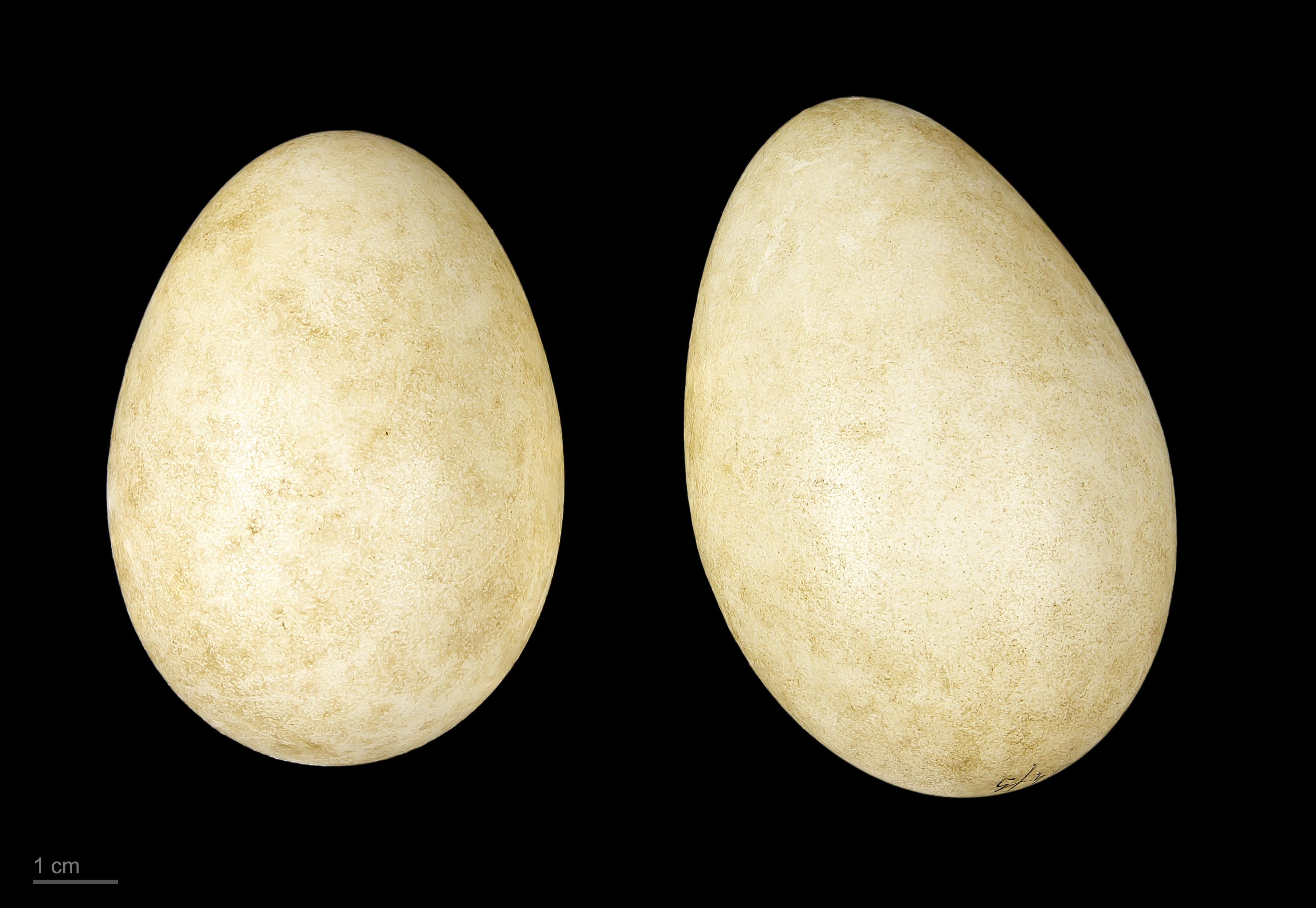
Anser erythropus

Ngỗng ngực trắng nhỏ, tên khoa học Anser erythropus, là một loài chim trong họ Vịt.
Loài này sản ở cực bắc châu Á, nhưng nó là một nhà lai tạo khan hiếm ở châu Âu.  Có một chương trình du nhập lại ở Fennoscandia. Tên khoa học xuất phát từ anser, tiếng Latin có nghĩa là "ngỗng" và erythropus, "chân đỏ", bắt nguồn từ tiếng Hy Lạp cổ "đỏ" và "chân" pous.